# Hilmar Hoffmann
Hilmar Hoffmann (25 de agosto de 1925 – 1 de junho de 2018) foi um trabalhador cultural alemão.

## Biografia
Hoffmann estudou direção no Folkwang Hochschule para a Música e o Teatro, em Essen, e trabalhou como assistente de diretor. Entre 1970 e 1990, ele foi um Vereador da Cidade de Frankfurt, e iniciou a promoção de grupos livres da cultura urbana. A partir de 1993 a 2001, foi presidente do Goethe-Institut eV (Munique). Ele ensinou filme teórico e política cultural nas Universidades de Bochum, Frankfurt, e como professor visitante em Jerusalém em Tel Aviv.
Morreu em 1 de junho de 2018, aos 92 anos.

## Prêmios
- 1976 - Filmband em Ouro e realizações de destaque no cinema alemão
- 1988 - Helmut-Käutner-Preis
- 1988 - Friedrich-Stoltze-Preis
- 1990 - Großes Bundesverdienstkreuz com estrelas
- 1997 - Doutorado Honorário da Otto-Friedrich-Universität Bamberg
- 2002 - Das Glas der Vernunft
- 2003 - Waldemar von Knöringen Prémio Georg von Vollmar-Akademie
- 2007 - Verdienstorden des Landes Nordrhein-Westfalen

## Principais publicações
- Kultur für alle. Und Perspektiven Modelos. 1979
- Das Taubenbuch. 1982
- Warten auf die Barbaren. 1989
- Kultur als Lebensform. 1990
- Morrer großen Frankfurter. 2004
- Lebensprinzip Kultur. 2006
- Frankfurts starke Frauen. 2006